# 利古里亚人

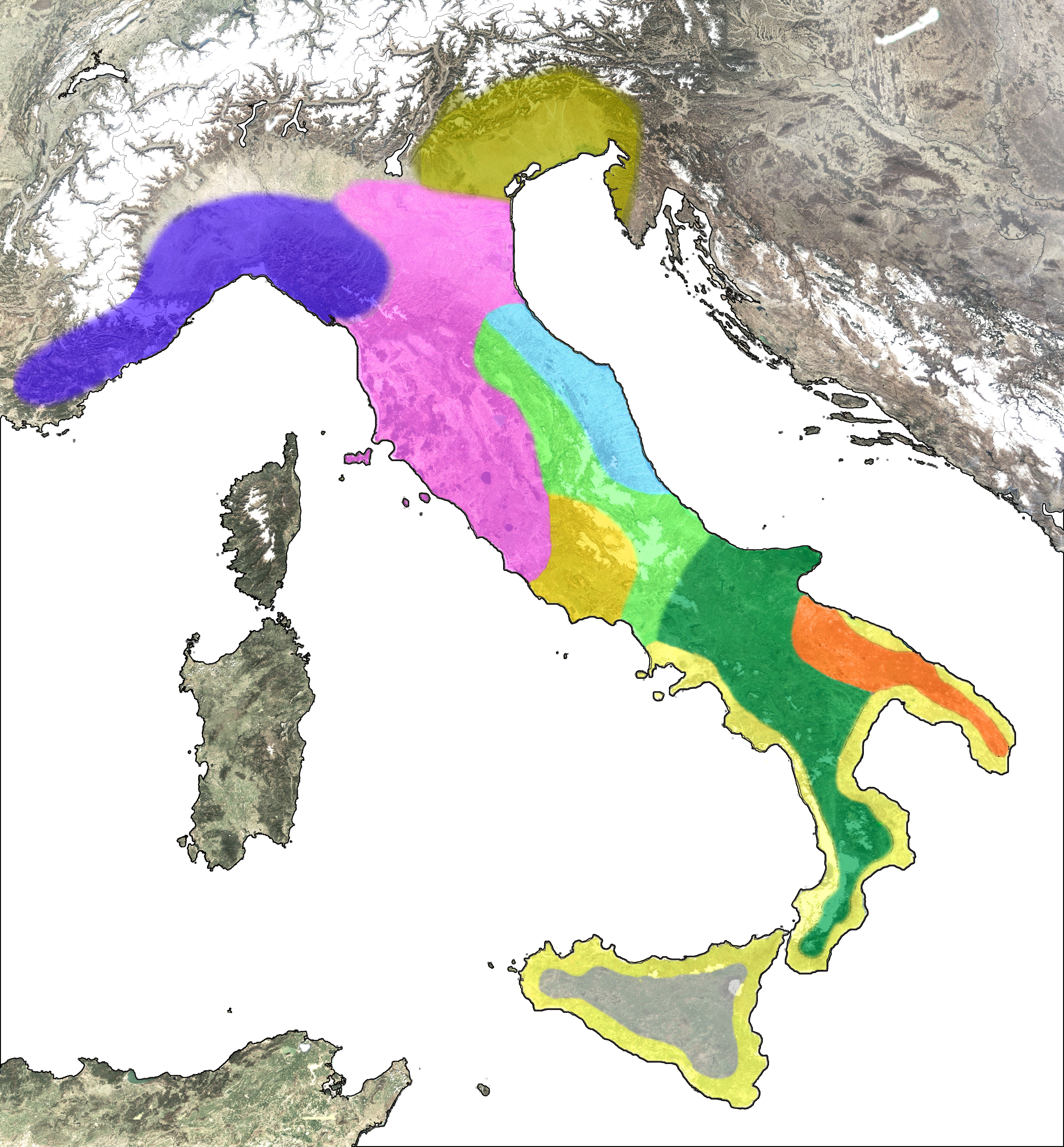
罗马征服之前亚平宁半岛及西西里岛上的古代民族
利古里亚人
Veneti
伊特拉斯坎人
Picenum
Umbrians
拉丁人
Osci
梅萨比人
希腊人

利古里亚人（拉丁語：Ligus，或Ligur）是对居住于利古里亚的古代居民称呼，屬於遠古西班牙的三大民集團之一，分布于意大利北部至高卢南部。其居住地区涵盖现在的利古里亚、托斯卡纳、奥地利（诺里库姆）、皮埃蒙特、以及艾米利亚-罗马涅、伦巴第与法国东南部的一部分。后高卢人与利古里亚人混合，出现了高卢-利古里亚人文化。后被罗马人征服。
利古里亞人可能是半島歷史上已知的最古老的居民。據估計，他們或許曾在遠古的某個時候遍佈於整個半島，只是後來因不斷受到排擠，其地盤和影響才益趨縮小，殘餘部分滯留於西班牙東北部一帶。利古里亞人的退卻，大約始於伊比利亞人進入半島的南部之時。

## 歷史
西元前1千年間，居住在地中海西北岸的幾個古代民族之通稱，其生活地區起自西班牙埃布羅河口，止於意大利阿爾諾河口。古代載籍未曾把南部高盧的利古里亞人說成是一些民族或談到他們的具體種族特徵。利古里亞人大概是新石器時代若干土著部落的集合體，居住在偏僻鄉村；也可能是古代作者將利古里亞這一名稱用來稱呼他們那些鬆散的政治團體。斯特拉博(Strabo)和西西里的狄奧多羅斯(Diodorus Siculus)都把利古里亞人描寫成一個粗野而強悍的部落，羅馬人深受其害。斯特拉博稱利古里亞人與高盧人或凱爾特人種族不同。狄奧多羅斯稱利古里亞人聚為村落，在多岩石的土地上艱苦地求生。無論如何，利古里亞人以驍勇著稱，是僱傭軍的良好來源。
西元前480年，利古里亞人在迦太基將軍哈米爾卡爾（Hamilcar）麾下服役。在阿加索克利斯（Agathocles）在位期間，為西西里希臘移民區服役。到第二次布匿（Punic）戰爭時期（西元前218年~前201年）又公開站在迦太基一邊。西元前180年，羅馬人征服利古里亞人，將4萬人遣送至意大利薩莫奈地區，安置在現今意大利貝內文托市附近。